# Ньюарк (затока)

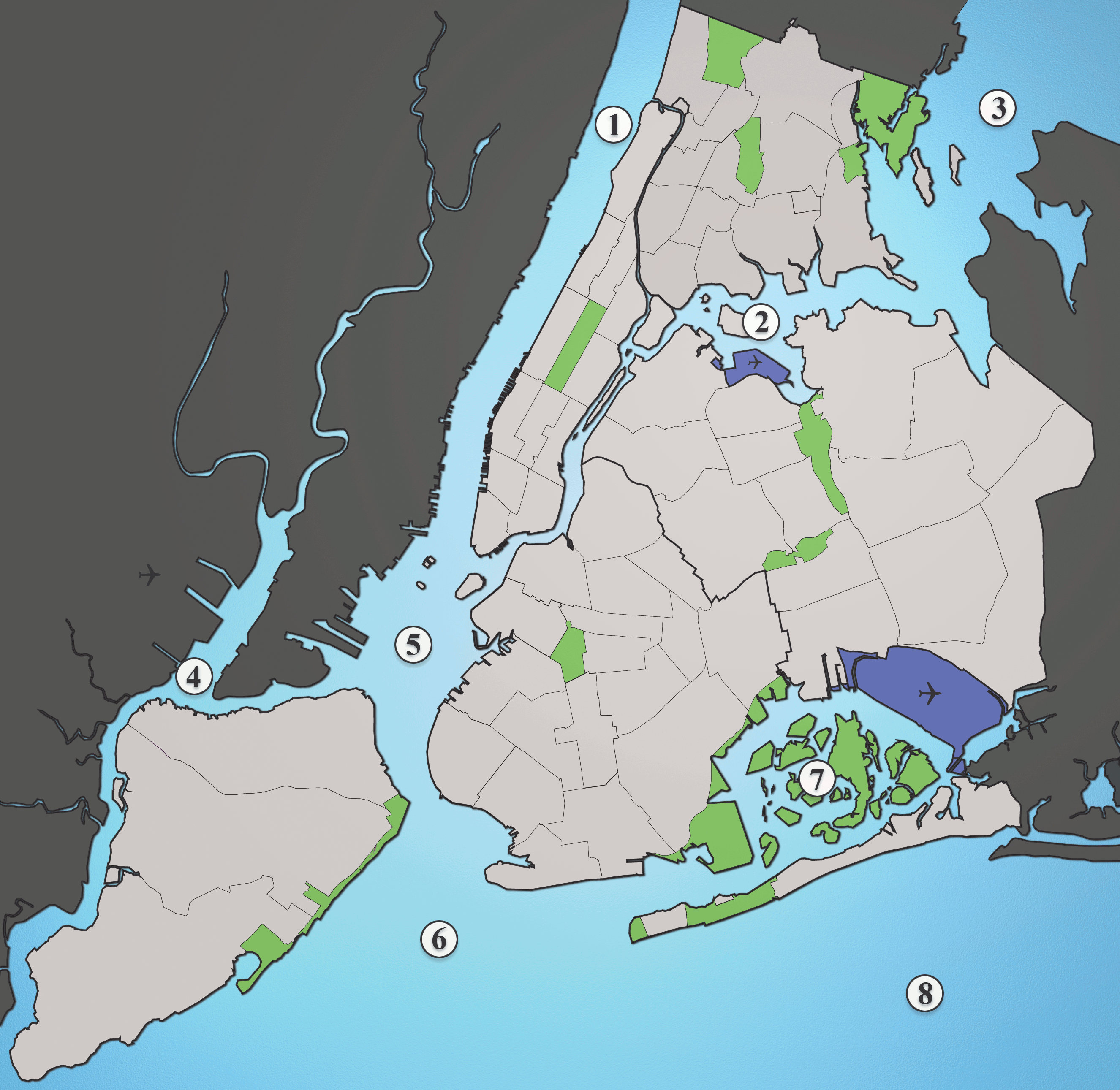
1. Річка Гудзон, 2. Іст-Ривер, 3. Протока Лонг-Айленд, 4. Затока Ньюарк, 5. Верхня затока Нью-Йорк, 6. Нижня затока Нью-Йорк, 7. Затока Джемейка, 8. Атлантичний океан.

Зато́ка Ньюа́рк (англ. Newark Bay) — припливна затока біля місця злиття річок Пассеїк та Гакенсак на північному сході Нью-Джерсі, США. Тут знаходиться Морський термінал Порт-Ньюарк-Елізабет, найбільший контейнерний термінал портового округу порт Нью-Йорка та Нью-Джерсі, третій за величиною та один з найзавантаженіших у США. В естуарії періодично виконують дно поглиблювальні роботи для розміщення океанських кораблів.
Глибина затоки досягає 16 м у південно-східній частині, в центральній - 13 м. Довжина бухти - 8,9 км, ширина змінюється від 1 до 2 км. Площа її акваторії - 14,2 км.
Затока Ньюарк утворена злиттям річок Пассаїк та Гакенсак (їх середня витрата води - 47 і 6 м³/с відповідно). Також до неї безпосередньо впадають малі річки Періферал-Дитч і Пірсонс-Крік, і, через протоку Артур-Кілл, річки Рахуей, Елізабет, Морсес-Крік, Пілес-Крік, Фреш-Кілл-Крік.
Затока з'єднується з Атлантичним океаном двома протоками: Артур-Кіллі і Кілл-Ван-Кулл, припливні потоки через другу протоку на порядок більше (1417 м³/с проти 283 м³/с).
Велика частина принесеного до затоки і відкладеного в ній осадового матеріалу доводиться на протоку Кілл-Ван-Кулл (60%), річку Пассаїк (23%) і протоку Артур-Кілл (12%). Через постійне обміління затоки в ній проводяться щорічні днопоглиблювальні роботи із середнім об'ємом вийнятого ґрунту близько 440 000 м³/рік.